# SableCC
SableCC – generator parserów dla języka Java, rozprowadzany na zasadach licencji LGPL.
SableCC pozwala na generowanie lekserów ze wsparciem dla Unicode oraz parserów typu LALR(1). Umożliwia także automatyczne generowania drzewa składni abstrakcyjnej.
Stabilna, testowa i niestabilna paczka z SableCC została ujęta w oficjalnym repozytorium systemu operacyjnego Debian, Gentoo oraz w innych szerzej rozpoznawalnych dystrybucjach systemu Linux.